# Parkietenbos
Parkietenbos ligt aan de westkust van Aruba, grenzend aan zee en mangroven direct ten zuiden van de Internationale luchthaven Koningin Beatrix en de woonkernen Simeon Antonio en Cas di Paloma. Dit gebied wordt in het Ruimtelijk Ontwikkelingsplan Aruba (ROP) van 2009 aangewezen als economische zone.

## Gevestigde bedrijven
Sedert de jaren zestig van de twintigste eeuw is de centrale vuilstortplaats "Parkietenbos Containerpark & Landfill Facility", meer bekend als "Parkietenbos", te Parkietenbos gevestigd. Deze openbare installatie staat onder beheer van Serlimar en bestaat uit twee hoofddeposito’s: het containerpark en de stortplaats, waar het afval verdicht, geëgaliseerd en afgedekt wordt. Door het Amerikaans bedrijf Bouldin & Lawson werd in 2009 de installatie “WastAway” geleverd. Deze installatie ter waarde van 28 miljoen florin moest afval verwerken tot zogeheten “fluff” en vervolgens deze fluff hergebruiken voor compost of grondmest. De installatie heeft echter nooit goed gefunctioneerd en werd daarom medio 2011 stilgelegd.  Op 8 februari 2018 is een “request for information” (RFI) gepubliceerd in verband met de aanbesteding van de sanering van de vuilstortplaats en de omschakeling van methode van afvalverwerking: van “vast" naar “duurzaam" afvalbeheer. Naast de vuilnisstortinrichting staat sedert 2007 een rioolwaterzuiveringsinstallatie voor de behandeling van per tankauto aangevoerd beerputwater.

## Milieuproblematiek

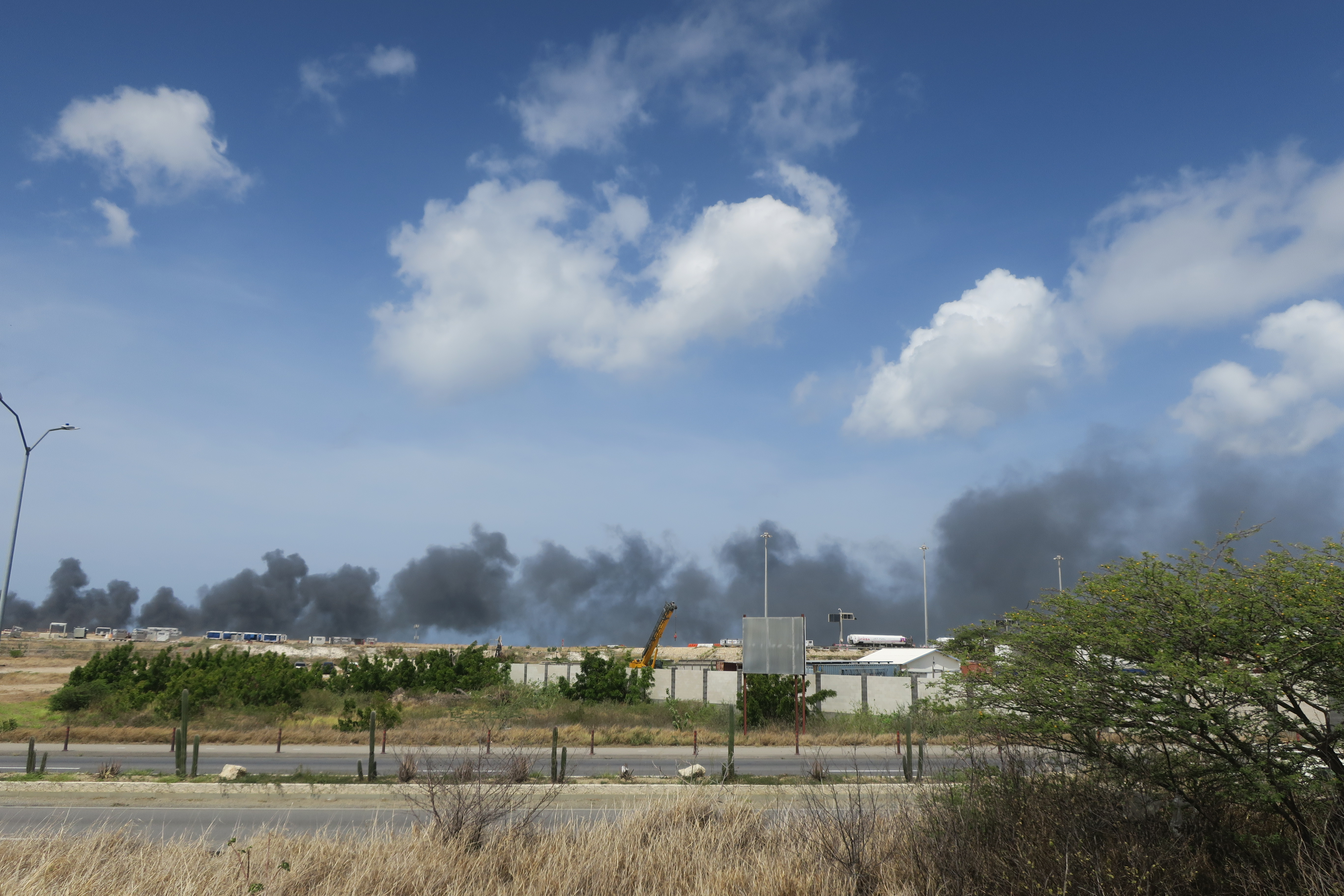
Rook afkomstig van afvalstortplaats Parkietenbos te zien vanuit Wayaca (juni 2022)

Jarenlang is de inmiddels overvolle afvalstortplaats aanleiding geweest voor klachten over rookoverlast, giftige dampen en vervuiling, die een gevaar zijn voor het milieu en de volksgezondheid. In 2002 richtte een groep omwonenden de Stichting Parkietenbos op om door acties meer aandacht te vragen voor de afvalproblematiek. Deze stichting kwam begin juli 2018 in actie toen wederom branden op de stortvuilplaats uitbraken.
Na vergeefse acties van Stichting Parkietenbos besloot een buurtbewoner in 2020 een rechtszaak tegen de overheid aan te spannen.